# Francisco Reis Ferreira
Francisco Reis Ferreira (Oliveira de Azeméis, Portugal, 26 de març de 1997), conegut com a Ferro, és un futbolista portugués que juga de defensa al SL Benfica.

## Trajectòria
Format en les categories inferiors del Benfica, en 2016 va fer el seu debut professional amb el segon equip.
L'1 de febrer de 2019 va ascendir al primer equip del Benfica. Va debutar sis dies després en el partit d'anada de les semifinals de la Copa de Portugal davant l'Sporting CP, després de substituir al lesionat Jardel.
La temporada 2020-21 va perdre protagonisme amb el Benfica i el gener de 2021 es va fer oficial la seua marxa al València CF com a cedit fins a final de temporada.